# 孫国治
孫国治（そん こくち、スゥン・グオジー、1917年1月 - 2005年4月21日）は、中華人民共和国の官僚、政治家。河北省淶源県出身。

## 経歴
1917年1月、河北省淶源県銀坊郷吉河村で生まれる。
1938年3月に中国共産党入党。河北省淶源県三区区長、県食糧局局長、県党委員会敵工部部長、県党委員会副書記兼県長、冀察特別区副専員、会同専署行政公署専員を歴任。
1950年以降、湖南省交通庁副庁長、省交通庁副秘書兼省人民代表大会交通弁公室副主任、省航運庁庁長、党組書記、省人民代表大会交通部部長、省委工業弁公室副主任を歴任しました。1979年12月に湖南省の省長に当選しました。1983年、湖南省人民代表大会常務委員会主任に就任、同時に省長を辞任しました。
1984年、党務に転じて河北省に赴任し、河北省党委員会副書記に就任した。翌年には河北省人民代表大会常務委員会主任に昇格。1988年5月に退任し、1990年に政界から引退した。
2005年4月21日に病気で湖南省長沙市で亡くなった。